# ۳۷۱ (قمری)
۳۷۱ (قمری)، سیصد و هفتاد و یکمین سال در گاهشماری هجری قمری است. اول محرم این سال برابر با دوازدهم ژوئیه سال ۹۸۱ میلادی است.